# Aeonium
Aeonium es un género de plantas suculentas con unas 75 especies de la familia de las crasuláceas. La mayoría de las especies son oriundas de las Islas Canarias, pero algunas son nativas de Madeira, Cabo Verde, Marruecos, del Este de África (Etiopía, Somalia, Uganda, Tanzania, Kenia) y Yemen.

## Descripción
Las hojas forman un roseta sobre basal alrededor de un tallo firme. Hay especies, de crecimiento reducido, como A. tabuliforme y A. smithii y especies grandes que incluyen A. arboreum, A. Valverdense y A. holochrysum.
Este género está emparentado con Sempervivum, Greenovia, Aichryson y Monanthes; todos ellos se reconocen fácilmente por la similitud de sus flores.
Comprende 123 especies descritas y de estas, solo 75 aceptadas.

## Taxonomía
El género fue descrito por Webb & Berthel. y publicado en Histoire Naturelle des Îles Canaries 3(2,1): 184–198, pl. 28–35. 1840.
Etimología
El nombre científico en latín (aeonium) proviene del nombre aplicado por Dioscórides a una planta crasa, probablemente derivado del griego «aionion», que significa siempre viva.

## Especies
- Aeonium aizoon (Bolle) T.Mes

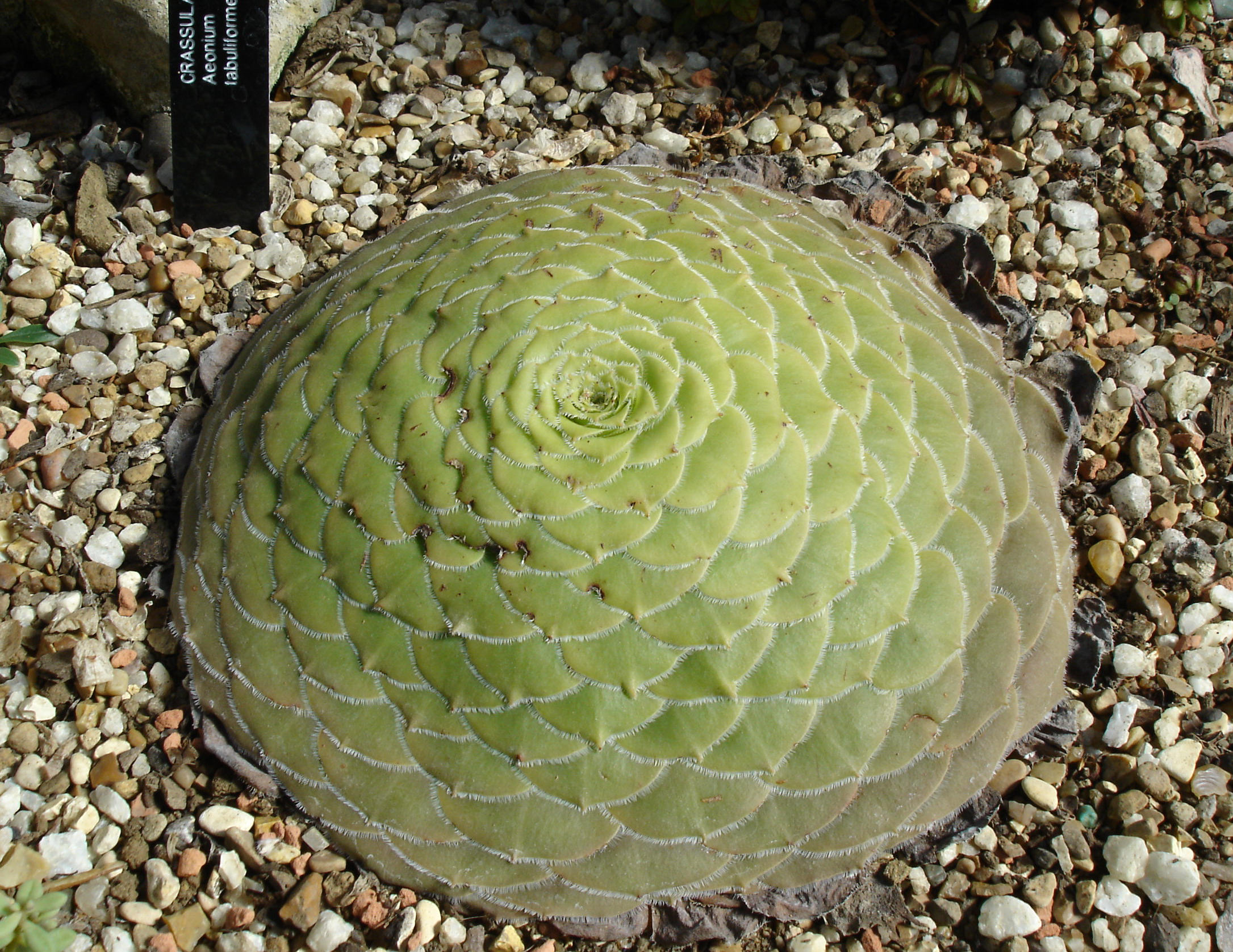
Aeonium tabuliforme

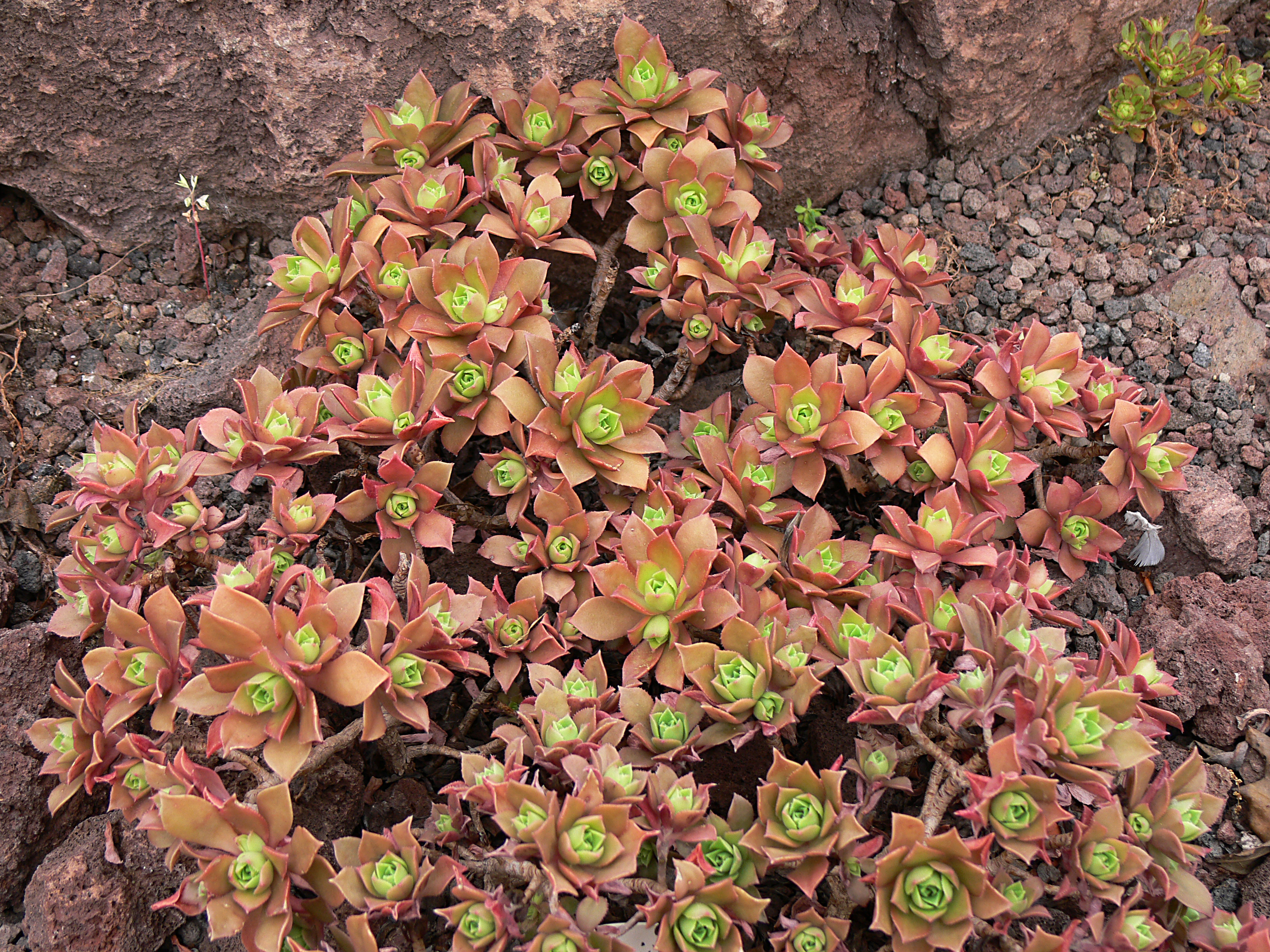
Aeonium decorum

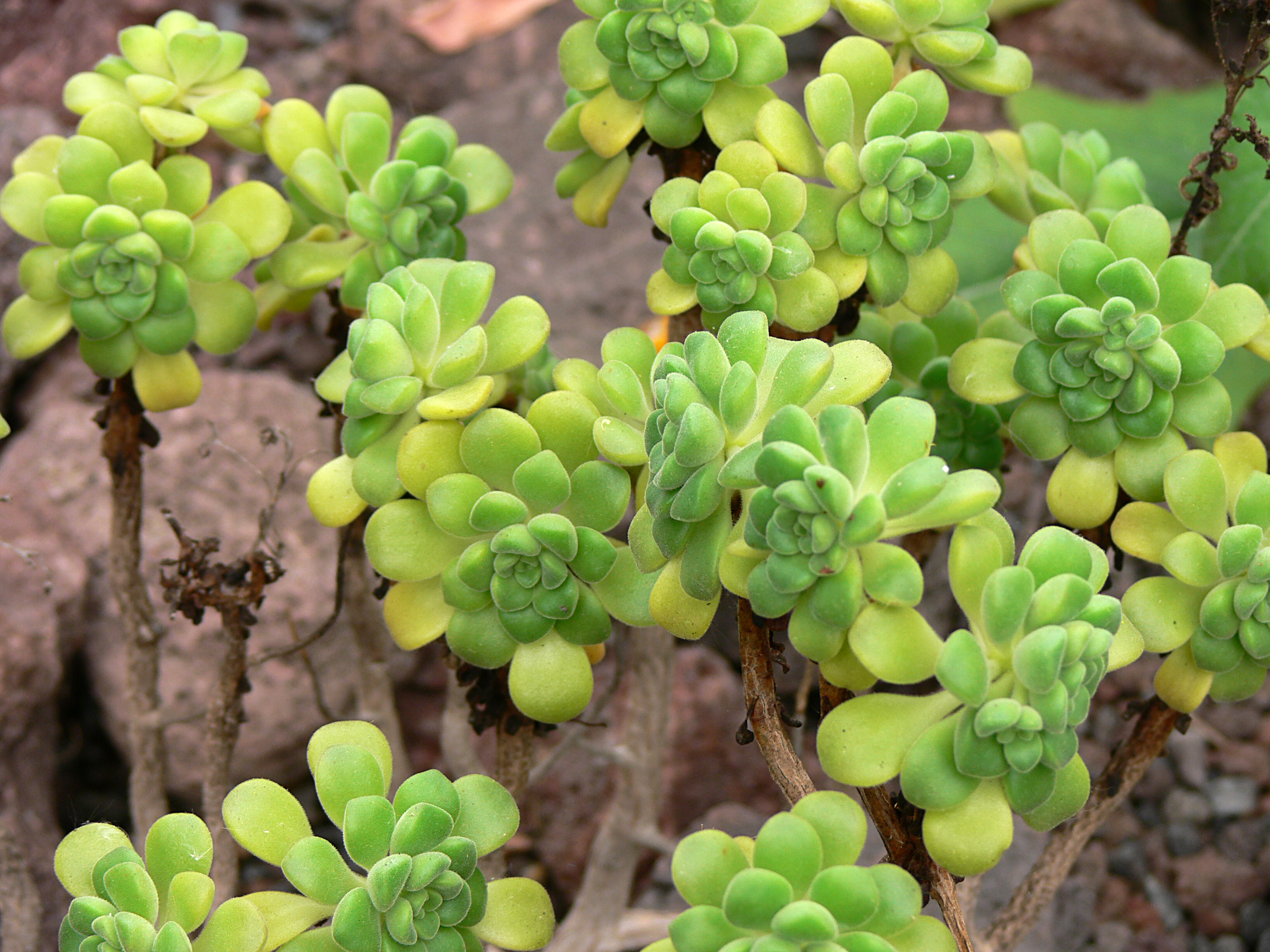
Aeonium lindleyi

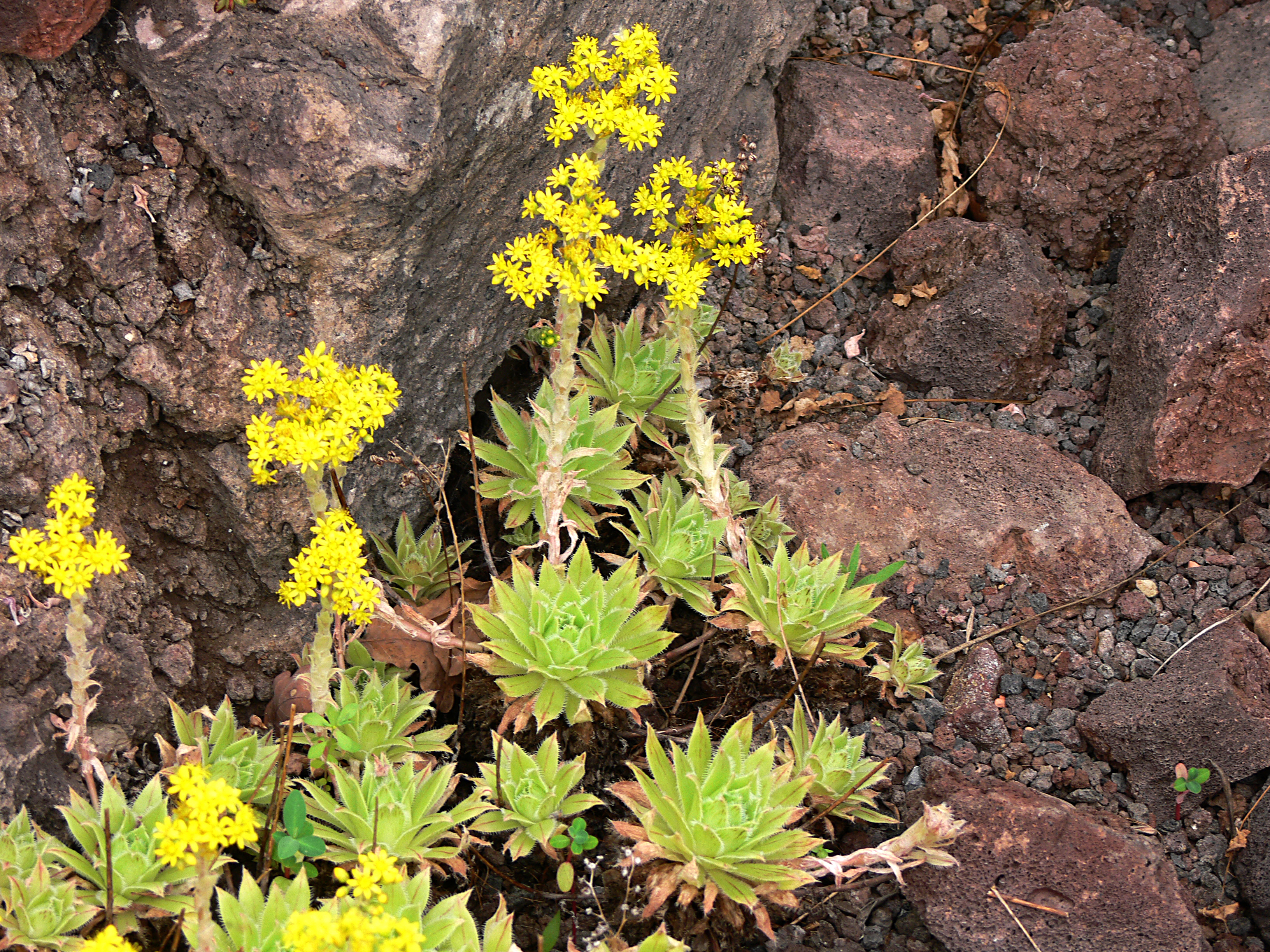
Aeonium simsii

- Aeonium appendiculatum Bañares - endemismo de Canarias
- Aeonium arboreum Webb & Berthel. - con subespecies
- Aeonium aureum (C.Sm. ex Hornem.) T.Mes
- Aeonium balsamiferum Webb & Berthel.
- Aeonium canariense Webb & Berthel.
- Aeonium castello-paivae Bolle
- Aeonium ciliatum Webb & Berthel.
- Aeonium cuneatum Webb & Berthel.
- Aeonium davidbramwellii H.Y.Liu
- Aeonium decorum Webb ex Bolle
- Aeonium glandulosum (Aiton) Webb & Berthel.
- Aeonium glutinosum (Aiton) Webb & Berthel.
- Aeonium gomerense (Praeger) Praeger
- Aeonium goochiae Webb & Berthel.
- Aeonium haworthii van Dyke ex Webb & Berthel.
- Aeonium hierrense (Murray) Pit. & Proust
- Aeonium holochrysum Webb & Berthel. - endemismo de Canarias
- Aeonium korneliuslemsii H.Y.Liu - Endemismo del Norte de África.
- Aeonium lancerottense (Praeger) Praeger - endemismo de Lanzarote
- Aeonium leucoblepharum Webb ex A.Rich.
- Aeonium × lidii Sunding & G.Kunkel
- Aeonium lindleyi Webb & Berthel. - endemismo de Canarias
- Aeonium manriqueorum Bolle - endemismo de Canarias.
- Aeonium mascaense Bramwell
- Aeonium nobile (Praeger) Praeger - endemismo de Canarias
- Aeonium palmense Webb ex Christ - endemismo de Canarias.
- Aeonium percarneum (Murray) Pit.
- Aeonium pseudourbicum A. Bañares
- Aeonium rubrolineatum Svent. - endemismo de Canarias
- Aeonium saundersii Bolle
- Aeonium sedifolium (Webb & Berthel.) Pit. & Proust - Endemismo de Canarias
- Aeonium simsii (Sweet) Stearn
- Aeonium smithii (Sims) Webb & Berthel.
- Aeonium spathulatum (Hornem.) Praeger - endemismo de Canarias
- Aeonium subplanum Praeger - endemismo de Canarias
- Aeonium tabulaeforme (Haw.) Webb & Berthel. - endemismo de Canarias
- Aeonium undulatum Webb & Berthel.
- Aeonium urbicum (C.Sm.) Webb & Berthel.
- Aeonium valverdense (Praeger) Praeger
- Aeonium vestitum Svent.
- Aeonium virgineum Webb ex Christ
- Aeonium viscatum Webb ex Bolle
- Aeonium volkerii Hernández & A. Bañares

## Cultivo
Los aeonium requieren poca  agua (un riego cada 15 días) y en invierno esta frecuencia se reduce.
Necesita sol o semisombra. No resisten las heladas ni temperaturas extremas. 
En verano debe estar al aire libre para un buen desarrollo de la planta, y en otoño resguardarla y cuidar que la temperatura ambiente no sea menor de unos 10 °C.
El aeonium no requiere un suelo específico. En suelos no compactados y arenosos la planta se desarrolla mejor.
Los aeonium se desarrollan bien en la tierra directa o en maceta. Cuando la planta se encuentra directamente en la tierra tener en cuenta el reparo del sol muy directo y extremo o de las heladas y bajas temperaturas invernales.

## Nombres comunes
Este género se encuentra representado en el archipiélago canario por endemismos exclusivos de las islas, donde recibe muchos nombres vernáculos, destacando verol (confundido frecuentemente con verode, Senecio kleinia), góngaro, bejequillo, bejeque, puntera o pastel de risco.